# Morenia petersi
Morenia petersi är en sköldpaddsart som beskrevs av  John Anderson 1879. Arten ingår i släktet Morenia och familjen Geoemydidae. IUCN kategoriserar Morenia petersi globalt som sårbar. Inga underarter finns listade i Catalogue of Life. Arten är uppkallad efter den tyske herpetologen Wilhelm Peters.

## Utbredning
Morenia petersi lever i nordöstra Indien, Nepal och Bangladesh.

## Levnadssätt
Arten lever i långsamt rinnande floder, dammar och träsk. Morenia petersi är allätare och livnär sig främst på vattenväxter, skaldjur och fisk.
Sköldpaddorna parar sig under vintermånaderna, honorna lägger sina ägg i april eller maj, oftast två ägg åt gången.